# Crystal Eastman
Crystal Catherine Eastman (25 de junho de 1881 – 8 de julho de 1928) foi uma jornalista e advogada antimilitarista, feminista e socialista estadunidense. Foi uma liderança do movimento pelo sufrágio das mulheres, co-fundadora e co-editora, com seu irmão, Max Eastman, da revista radical de artes e política The Liberator e co-fundadora da Women's International League for Peace and Freedom e, em 1920, da União Americana pelas Liberdades Civis. Em 2000 foi incluída no National Women's Hall of Fame.

## Início da vida e educação

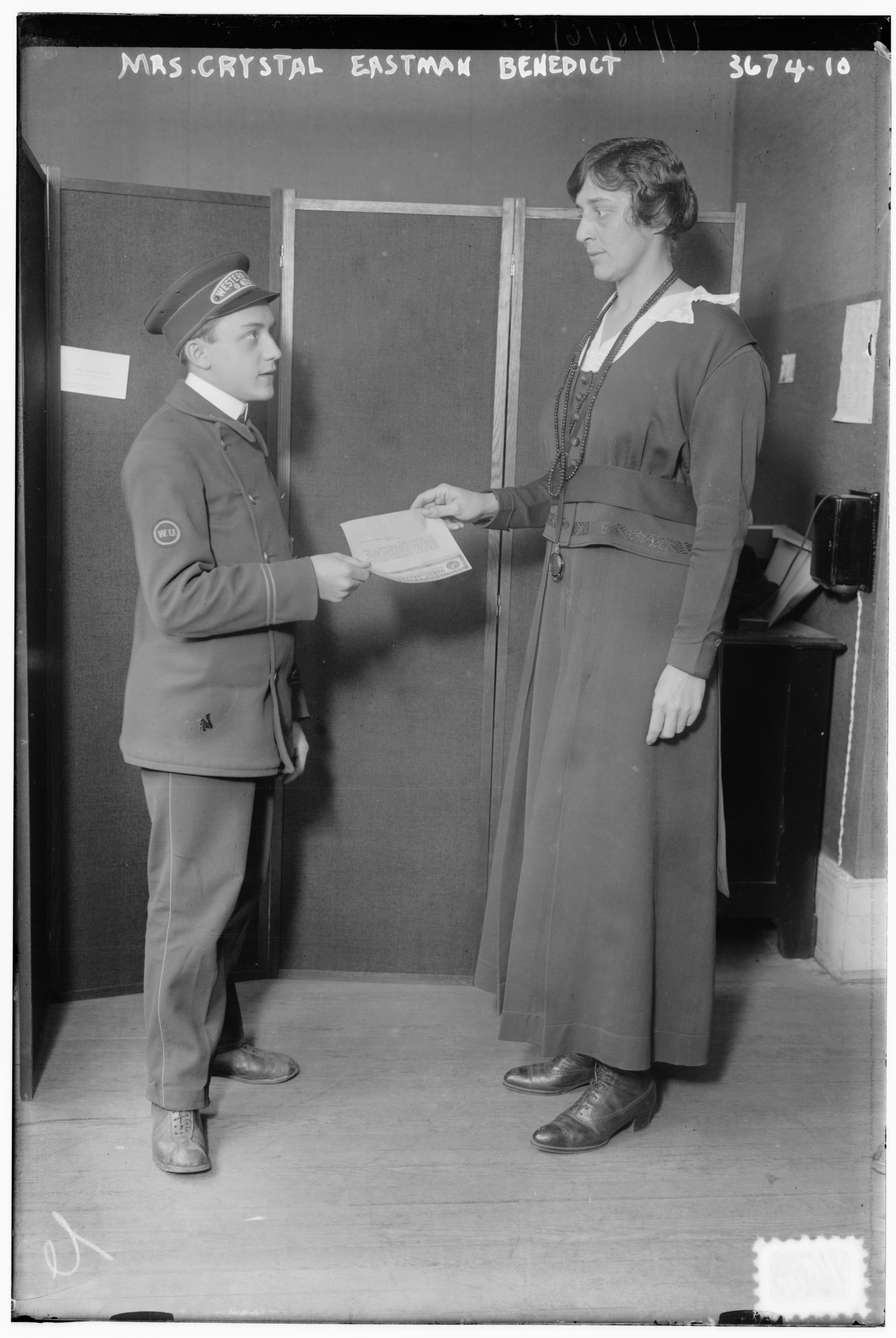
Crystal Eastman

Crystal Eastman nasceu em Marlborough, Massachusetts, em 25 de junho de 1881, a terceira de quatro filhos. Em 1883, seus pais, Samuel Elijah Eastman e Annis Bertha Ford mudaram-se para Canandaigua, Nova York, onde seu irmão Max nasceu. No ano seguinte, seu irmão mais velho morreu, com a idade de sete anos. Em 1889, sua mãe se tornou uma das primeiras mulheres ordenadas pastora protestante nos Estados Unidos, ao assumir o cargo na Igreja Congregacional. Seu pai era também um pastor congregacional, e os dois serviram como pastores na igreja de Thomas K. Beecher perto de Elmira. 
Eastman e seu irmão Max foram influenciados pela tradição progressista da região onde seus pais se instalaram. Seus pais tinham até amizade com o escritor Mark Twain. Eastman também o conheceu.
Seu irmão Max, socialista, foi próximo a ela por toda a sua vida. Os dois viveram juntos por vários anos na 11th Street, em Greenwich Village, com outros ativistas radicais. O grupo, incluindo Ida Rauh, Inez Milholland, Floyd Dell e Doris Stevens, costumava passar os verões e fins-de-semana em Croton-on-Hudson.
Eastman se formou em Vassar College, em 1903, recebeu o mestrado em sociologia (um campo relativamente novo) na Universidade de Columbia, em 1904. Formou-se como a segunda melhor aluna de direito na New York University Law School, na classe de 1907.

## Iniciativas sociais
O pioneiro do serviço social e e editor de revista Paul Kellogg ofereceu a Eastman seu primeiro trabalho, investigando as condições de trabalho para uma pesquisa patrocinada pela Russell Sage Foundation. Seu relatório, Work Accidents and the Law (1910), tornou-se um clássico e resultou na primeira lei de indenização, que ela rascunhou enquanto servia na comissão sobre o tema no Estado de Nova York.

## Emancipação
Durante um breve casamento com Wallace J. Benedict, que terminou em divórcio, Eastman se mudou para Milwaukee e organizou a fracassada campanha pelo sufrágio em Wisconsin, em 1912.
Quando ela voltou para o leste dos Estados Unidos, em 1913, ela se juntou a Alice Paul, Lucy Burns e outras militantes para fundar a União Congressional, que viria a se tornar o Partido Nacional da Mulher. Após a aprovação da 19ª Emenda, que deu às mulheres o voto em 1920, Eastman, Paul e outras duas ativistas escreveram a Emenda pelos Direitos Iguais, introduzido pela primeira vez em 1923. Uma das poucas socialistas a endossar a emenda, ela advertiu que a legislação de proteção para as mulheres significaria apenas a discriminação contra as mulheres. Eastman alegou que se podia avaliar a importância da emenda pela intensidade da oposição a ela.

## Iniciativas para a paz

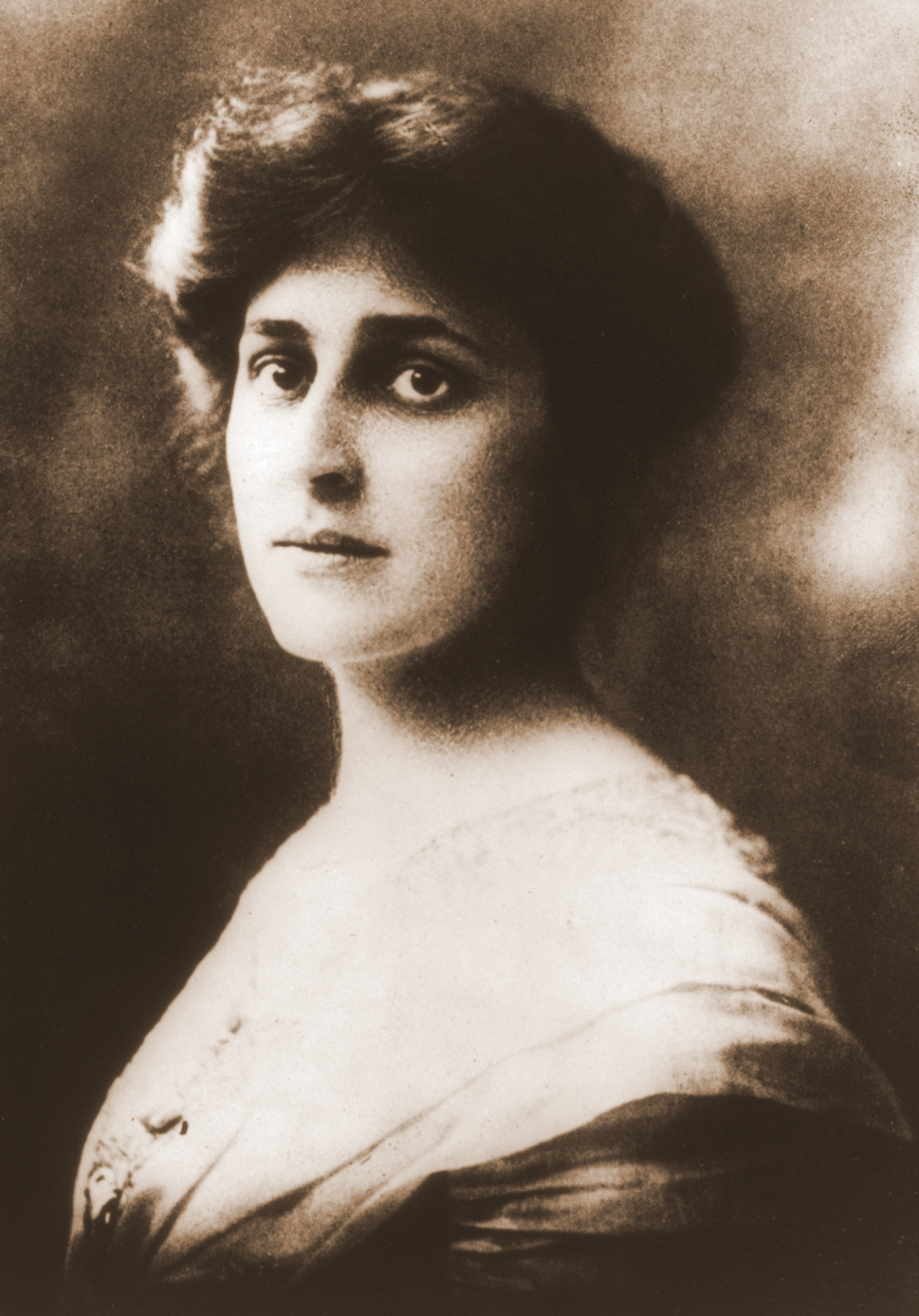
Crystal Eastman foi uma notável antimilitarista, que ajudou a fundar a Women's International League for Peace and Freedom.

Durante a I Guerra Mundial, Eastman foi uma das fundadoras do Partido da Paz das Mulheres, ao qual logo se juntaram Jane Addams, Lillian D. Wald e outras. Ela atuou como presidente do capítulo de Nova York. Renomeado para Women's International League for Peace and Freedom, em 1921, esta continua a ser a mais antiga organização pacifista de mulheres existente. 
Quando os Estados Unidos entraram na Primeira Guerra Mundial, Eastman organizou com Roger Baldwin e Norman Thomas o Escritório Nacional de Liberdades Civis para proteger os objetores de consciência ou, em suas palavras: "Para manter algo aqui para o qual vai valer a pena voltar para quando a guerra acabar".

## Casamento e família
Em 1916 Eastman casou-se com o editor britânico e ativista anti-guerra Walter Fuller, que tinha vindo para os Estados Unidos dirigir um espetáculo de suas irmãs. Eles tiveram dois filhos, Jeffrey e Annis. Eles trabalharam juntos como ativistas, até o final da guerra; em seguida, ele trabalhou como diretor de The Freeman até 1922, quando ele voltou para a Inglaterra. Ele morreu em 1927, nove meses antes de Crystal.

### Pós-guerra
Após a guerra, Eastman organizou o Primeiro Congresso Feminista em 1919.
Durante a década de 1920, seu único trabalho remunerado foi como colunista de revistas feministas. Eastman afirmou que "a vida era uma grande batalha para a feminista completa", mas ela estava convencida de que toda feminista um dia iria alcançar a vitória total.

### Falecimento
Crystal Eastman morreu em 8 de julho de 1928, de nefrite. 

## Legado
Eastman foi chamado de uma das líderes mais negligenciadas dos Estados Unidos, porque, embora ela tenha escrito uma legislação pioneira e criado organizações políticas de longa duração, ela não foi considerada como uma ativista relevante por cinquenta anos. Freda Kirchwey, então editora de The Nation, escreveu na época de sua morte: "Quando ela falava com as pessoas — tanto para uma pequena reunião quanto para as massas — corações batiam mais rápido. Ela foi para milhares de pessoas um símbolo do que a mulher livre pode ser."
Em 2000, Eastman foi introduzida no National women's Hall of Fame em Seneca Falls, Nova York. 

## Publicações
- 'Employers' Liability,' a Criticism Based on Facts (1909)
- Work-accidents and the Law (1910)
- Mexican-American Peace Committee (Mexican-American league) (1916)
- Work accidents and the Law (1969)
- Toward the Great Change: Crystal and Max Eastman on Feminism, Antimilitarism, and Revolution, editado por Blanche Wiesen Cook (1976)
- Crystal Eastman on Women and Revolution, editado por Blanche Wiesen Cook (1978)

### Pessoas
- Alice Paul
- Lucy Burns
- Jane Addams
- Lillian D. Wald
- Roger Baldwin
- Norman Thomas
- Walter Fuller
- Jeffrey Fuller
- Max Eastman

### Grupos políticos
- National Woman's Party
- Women's International League for Peace and Freedom
- Woman's Peace Party
- Women's International League for Peace and Freedom
- American Union Against Militarism
- National Civil Liberties Bureau/American Civil Liberties Union
- First Feminist Congress